# 斯京卡 (佐洛喬夫區)
49°46′56″N 24°44′11″E / 49.78222°N 24.73639°E
斯京卡（烏克蘭語：Стінка），是烏克蘭西部的村莊，隸屬利維夫州的佐洛奇夫區。該村始建於1480年，面積0.56平方公里，海拔高度303米，2001年人口147，人口密度每平方公里261.57人。